# 克塞拉科
克塞拉科，是西班牙巴伦西亚自治区巴伦西亚省的一个市镇。总面积20平方公里，总人口5142人（2001年），人口密度257人/平方公里。